# Petr Lesák
Petr Lesák (* 17. února 1973 Kladno) je český moderátor a televizní producent.
V letech 1994–1999 účinkoval jako moderátor Snídaně s Novou na TV Nova. Vymyslel pořady jako Vypadáš skvěle!, Jste to, co jíte, Top 10 a Přes nový práh. Pořady Vypadáš skvěle! a Přes nový práh i moderoval. Také moderoval pořad 5 proti 5 na TV Prima. Dříve také účinkoval v rádiích Evropa 2, Frekvence 1 a Rádio Impuls. V letech 1998–2005 působil jako hlasatel v České televizi.
Je absolventem škol Vysoká škola finanční a správní v Praze, Windsor Institute of Commerce (Sydney), London School of P.R.